# Juris Fernández
Julie Iris Fernández (Dávao, 18 de marzo de 1978), conocida artísticamente como Juris Fernández, es una cantante pop y compositora filipina, voz principal de la banda acústica MYMP desde 2003 hasta 2009.
Nació en la ciudad de Dávao, estudió en la escuela secundaria y en la Universidad Ateneo de Dávao y después en una Universidad de Manila. Terminó la carrera de BS Psicología, obteniendo actualmente un grado de Maestría en la Universidad Ateneo de Manila. Es la menor de dos hijos, su madre es una obstet-ginecólogo, su padre es ingeniero y su hermana mayor también es una obstet-ginecólogo. A finales de 2009 se retiró de MYMP debido a «diferencias irreconciliables»; más adelante siguió su carrera como solista y firmó con el sello Star Records. Su primer álbum debut en solitario fue lanzado a partir de febrero de 2010.

## Discografía

### Con MYMP
- Soulful Acústico (2003)
- Más allá de Acústica (2005)
- Versiones (2005)
- Versiones y más allá (2-discos, 2005)
- Nuevo Horizonte (2006)
- MYMP en vivo en el Museo de Música (avcd / DVD, 2006)
- Ahora (2008)

### Compilaciones
- High Five: The Best Of Cinco Años (2 CD Set, 2009)

## Colaboraciones

### Discos
- Obsesiones alma: Duets Con Thor (2007) - "Be My Número Dos"
- Ultraelectromagneticjam: Un Homenaje a la Eraserheads (Volumen 1) (2005) - "Huwag Mo Nang Itanong"
- Jam88.3 's No Otra Receso de Navidad (2004) - "La Canción de Navidad"